# A Zaporizzsjai terület orosz megszállása
A Zaporozsjei terület (oroszul: Запорожская область, ukránul: Запорізька область) egy vitatott státuszú entitás Ukrajna déli részén, amelyet 2022. szeptember 30-án hoztak létre az ukrajnai Zaporizzsjai terület orosz adminisztrációjaként az orosz–ukrán háború idején, miután Oroszország annektálta a területet egy illegális népszavazás után. Ukrajna és a nemzetközi közösség nem ismeri el a népszavazás eredményeit, és a területet továbbra is Ukrajna részeként ismerik el. A terület Ukrajna déli részén található, amit Oroszország a saját közigazgatási egységeként (szubjektum) kezel.

## Természetföldrajz
Északon az ukrajnai Dnyipropetrovszki, keleten a Donecki területtel (a vitatott státuszú Donyecki Népköztársasággal), nyugaton a Herszoni területtel (a vitatott státuszú oroszországi Herszoni területtel) határos. Délen partjait az Azovi-tenger mossa.
Székhelye: Zaporozsje (de jure), Melitopol (de facto).
Területe 27 180 km², lakossága 1 723 171 fő, népsűrűsége 70,84 fő/km².

## Történelem
2022. február 24-én az orosz csapatok megkezdték Ukrajna invázióját. Február 26-án az orosz csapatok elfoglalták Berdjanszk kikötőjét és a berdjanszki repülőteret. Másnapra az orosz katonaság teljesen átvette a város irányítását.
Március 1-jén elfoglalták Melitopolt az orosz csapatok.

Az orosz megszállás (2022. december)